# 普朗克功率
普朗克功率等於普朗克能量除以普朗克時間。用方程式表達，
{\displaystyle P_{p}=E_{p}/t_{P}\,\!} ；
其中，{\displaystyle P_{p}\,\!} 是普朗克功率，{\displaystyle E_{p}\,\!} 是普朗克能量，{\displaystyle t_{P}\,\!} 是普朗克時間。
普朗克功率的數值大約為 {\displaystyle 3.62831\times 10^{52}\,\!} 瓦特。這是個很不实用的特大單位，甚至伽瑪射線暴，我們所知道宇宙最明亮的現象，它的功率大小也只有大約 {\displaystyle 10^{45}\,\!} 瓦特。而2016年2月重力波探測之黑洞融合事件，重力波輻射的峰值功率約為普朗克功率的0.1%。
用基礎物理常數來表達，普朗克功率是
{\displaystyle P_{p}={\frac {c^{5}}{G}}\,\!} ；
其中，{\displaystyle c\,\!} 是光速，{\displaystyle G\,\!} 是萬有引力常數。